# Metropolia Quito
Metropolia Quito – metropolia rzymskokatolicka w Ekwadorze utworzona 13 stycznia 1848 roku.

## Diecezje wchodzące w skład metropolii
- Archidiecezja Quito
  - Diecezja Ambato
  - Diecezja Guaranda
  - Diecezja Ibarra
  - Diecezja Latacunga
  - Diecezja Riobamba
  - Diecezja Tulcán

## Biskupi
- Metropolita: abp Alfredo Espinoza Mateus (od 2019) (Quito)
- Sufragan: bp Jorge Giovanny Pazmiño Abril (od 2015) (Ambato)
- Sufragan: bp Segundo René Coba Galarza (od 2020) (Ibarra)
- Sufragan: bp Hermenegildo Torres Asanza (od 2018) (Guardada)
- Sufragan: bp Giovanni Mauricio Paz Hurtado (od 2016) (Lactunga)
- Sufragan: sede vacante (od 2021) (Riobamba)
- Sufragan: bp Luis Bernardino Núñez Villacís (od 2021) (Tulcán)

## Główne świątynie metropolii
- Prymasowska katedra Wniebowzięcia Najświętszej Marii Panny w Quito
- Bazylika Matki Boskiej Miłosiernej w Quito
- Bazylika św. Franciszka w Quito
- Bazylika Najświętszego Serca Pana Jezusa Patrona Ekwadoru w Quito
- Sanktuarium Objawienia się Matki Boskiej w Quinche
- Bazylika katedralna Matki Boskiej Wniebowziętej w Ambato
- Katedra św. Piotra w Guaranda
- Sanktuarium Narodzenia Matki Boskiej w La Magdalena
- Bazylika Matki Boskiej Miłosiernej w Ibarra
- Katedra św. Józefa w Latacunga
- Bazylika katedralna Najświętszego Serca Jezusa w Riobamba